# Just For You (Gwen Guthrie-album)
A Just For You című album az amerikai Gwen Guthrie 3. stúdióalbuma, mely 1985-ben jelent meg az Island kiadónál. Az albumról két kislemez látott napvilágot. Az album az R&B/Hip-Hop albumlista 55. helyéig jutott.

## Megjelenések
LP  Island Records – 90252-1
- A1	Put Love In Control 4:30 Written-By, Arranged By – Raymond Jones
- A2	Love In Moderation 4:43 Written-By, Arranged By – Jerry Barnes, Katreese Barnes
- A3	Just For You 4:16 Arranged By [Vocals] – Gwen Guthrie, Written-By, Arranged By – Jerry Barnes, Katreese Barnes
- A4	I Gotta Have You 4:14 Arranged By [Vocals] – Gwen Guthrie,  Written-By, Arranged By – Andy Goldmark
- B1	I Can't Feel It No More 4:05 Arranged By – David Conley, Joshua Thompson, Producer – Gwen Guthrie, Steven Stanley
- B2	Oh Donny No 4:13 Written-By, Arranged By – Gwen Guthrie
- B3	Joy Rider 4:34 Arranged By – Brian Morgan, Shelley Scruggs, Written-By – Brian Morgan, Gwen Guthrie, Shelley Scruggs
- B4	Thrill Me 3:40 Arranged By – Philip Field, Written-By – Linda Vitali, Philip Field

## Slágerlista
| 1985 | Just For You | - | 55 | - |

## Közreműködő előadók
- Borító terv, design – Breelun Daniels
- Háttérénekesek – Brenda K. White, Curtis King, Danny Madden, Gwen Guthrie, Kelvin Robinson, Shelley Scruggs*, Yvonne McConnaughey
- Koordinátor (Borító) – Tony Wright
- Dob programok – Andy Goldmark, Brian Morgan, Jerry Barnes, Philip Field, Wally Badarou
- Hangmérnök – Mallory Earl, Steven Stanley
- Producer – R. Andre Perry*, Chris Blackwell
- Gitár – Ira Siegel, Jeff Southworth, Jerry Barnes
- Billentyűs hangszerek – Brian Morgan, Josh Thompson*, Katreese Barnes, Philip Field, Wally Badarou
- Manager – R. Andre Perry*
- Mix – Harvey Goldberg
- Fényképezte  – Caz Chiba
- Producer – Eumir Deodato (dal: A1 to A4, B2 to B4)
- Szaxofon – Harold Vick
- Szintetizátor – Jerry Barnes, Philip Field
- Trombita – Virgil Jones